# 卡爾登中心
卡爾登中心，是一棟位於南非約翰尼斯堡的摩天大樓與購物中心，其辦公大樓建築高度223（730英尺），共50層樓，在1973年至2019年間一直為非洲最高的摩天大樓。另一側119（390英尺）高的大樓為酒店用途，共30層樓。中心內包括辦公室與商場兩種用途，地面層以上共佔總樓層面積的46%。中心底部的騎樓連接辦公大樓與酒店，騎樓內共有超過180家商店。

## 建造
英美資源集團股份在1960年代後期開始拆除舊大樓，並在合併周邊土地後於原地建立新大樓，新的大樓由美國著名建築設計商SOM建築設計事務所設計，並命名為卡爾登中心。卡爾登中心的地基開挖工程於1967年1月開始，原預估建造時間需花費2年。建築物主體建造時間於1971年算起，直到1974年才完工。該建築於1973年正式開業，建造總成本超過8,800萬南非蘭特。
當卡爾登中心建造完工後，其辦公大樓以建築高度222.5（730英尺）成為非洲最高摩天大樓，並且曾經為南半球最高的摩天大樓。現在，非洲最高摩天大樓的頭銜已被桑頓的萊昂納多大廈（建築高度234（768英尺））所打破。

## 歷史
1999年，南非國有企業南非國家交通運輸集團以3,300萬南非蘭特向英美資源集團股份買下卡爾登中心，隨後在2000年以後，南非國家交通運輸集團將總部設在此大樓。2007年6月時，集團首席執行長瑪麗亞·拉蒙斯透露，為了重整南非國家交通運輸集團，集團內開始處理名下財產，當中包括非核心資產，其中一項是打算出售卡爾登中心。然而自2008年全球開始金融衰退後，公司發布半官方聲明，表示除非金融市場復甦，否則不會尋求買方。雖然南非國家交通運輸集團沒有公布價格，但卡爾登中心的轉讓價格估計在15億南非蘭特左右。
在建築完工後，逐漸有多家大型企業進駐。一家名為卡爾登酒店佔據另一側30層樓的建築，該酒店為5星級的，曾是卡爾登中心內佔據樓層面積最大的企業，這家酒店在海外享譽盛名，多年來一直吸引名人光顧。然而到1990年代時，約翰尼斯堡內城區開始發生都市衰退現象，在經營不善多年後，營運25年的卡爾登酒店在1998年停業。目前卡爾登中心的辦公室面積使用率為93%，商場面積使用率為65%。南非最大連鎖超市皮佩預計在此開設面積3,000平方（32,000平方英尺）的營業據點；南非國稅局轉移至卡爾登中心後，在此佔據建築面積共5,000平方（54,000平方英尺）。今日，卡爾頓中心再次成為繁華的購物中心，包括Aca Joe、Totalsports、Levisons等知名連鎖店在此設點。同時，目前正計畫將原本歇業的卡爾登酒店重新營運。

## 外部連結
- SkyscraperPage数据库中卡爾登中心辦公大樓的数据
- Structurae数据库中卡爾登中心的数据

| 紀錄              | 紀錄                                         | 紀錄                |
| ----------------- | -------------------------------------------- | ------------------- |
| 前任： 桑勒姆中心 | 約翰尼斯堡最高摩天大樓 223公尺 1973年–2019年 | 繼任： 萊昂納多大廈 |
| 前任： 桑勒姆中心 | 南非最高摩天大樓 223公尺 1973年–2019年       | 繼任： 萊昂納多大廈 |
| 前任： 桑勒姆中心 | 非洲最高摩天大樓 223公尺 1973年–2019年       | 繼任： 萊昂納多大廈 |